# Diploma leopoldină din 1691

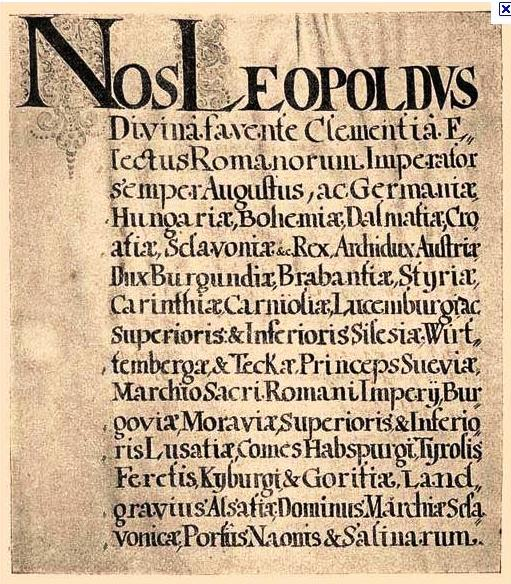

Diploma leopoldină din 1691, promulgată de împăratul Leopold I în data de 4 decembrie 1691, a fost actul prin care Principatul Transilvaniei a fost subordonat direct Curții de la Viena în urma succeselor militare și politice în contra Imperiului Otoman, care din 1529 și până la acea dată a deținut suzeranitatea politică asupra principatului.
La baza Diplomei Leopoldine din 1691 stă Tratatul de la Viena din 1686 (Tratatul Hallerian), prin care Transilvania s-a pus sub protecția Vienei, care l-a recunoscut ca principe pe Mihai Apafi al II-lea. În același timp, Înalta Poartă l-a numit ca principe al Transilvaniei pe Emeric Thököly.
Prin Diploma Leopoldină din 1691 Transilvania a obținut un statut politic separat de cel al Regatului Ungariei, din care a făcut parte înainte de ocupația otomană. Legislația Regatului Ungariei (Approbatele, Compilatele și Codul lui Werböczi) a rămas în vigoare, iar privilegiile nobilimii, sașilor și secuilor au fost recunoscute de împărat. În materie religioasă au fost menținute prevederile Edictului de la Turda din 1568, care a proclamat libertatea conștiinței și toleranța religioasă, cu patru confesiuni recepte, spre deosebire de hotărârile Dietei de la Pojon din 1608 și 1647 (valabile în Ungaria), unde erau recunoscute doar trei confesiuni recepte (confesiunea romană, cea augustană, respectiv cea helvetică). În Transilvania exista a patra confesiune receptă, anume cea a Bisericii Unitariene din Transilvania. Practicarea religiei Bisericii Ortodoxe, a zwinglianismului, anabaptismului și a religiei mozaice era tolerată deopotrivă în Ungaria și în Transilvania. Cultul antitrinitarian, recept în Transilvania, avea în Ungaria statutul de cult tolerat, ca și cele patru culte tolerate în Transilvania.
Mai târziu, Curtea de la Viena a folosit concomitent unirea religioasă a românilor transilvăneni ca pe un instrument de dislocare a autarhiilor medievale, în efortul ei politic de spargere a monopolurilor istorice. În acest context, prin prima diplomă leopoldină legată de chestiuni confesionale din 16 februarie 1699, împăratul Leopold I a recunoscut clerului unit aceleași privilegii ca și cele ale clerului latin, iar cea de-a doua din 19 martie 1701, au recunoscut tuturor mirenilor - inclusiv țăranilor - care acceptă unirea cu Roma, că nu vor mai fi tratați ca simpli "tolerați", ci se vor bucura de toate drepturile civice. Această încercare imperială de subminare a privilegiilor nobililor, sașilor și secuilor nu a putut fi pusă în aplicare din cauză că românii nu se găseau la momentul respectiv în situația de a oferi o elită socială consistentă. Ostilitatea nobilimii (majoritar calvine) față de Biserica Română Unită a venit ca urmare a percepției unirii cu Roma ca pe un instrument al politicii Vienei de răsturnare a sistemului politic din Transilvania, posibilitate ancorată juridic chiar prin Diploma din 1691.